# Mariä Himmelfahrt (Kösching)

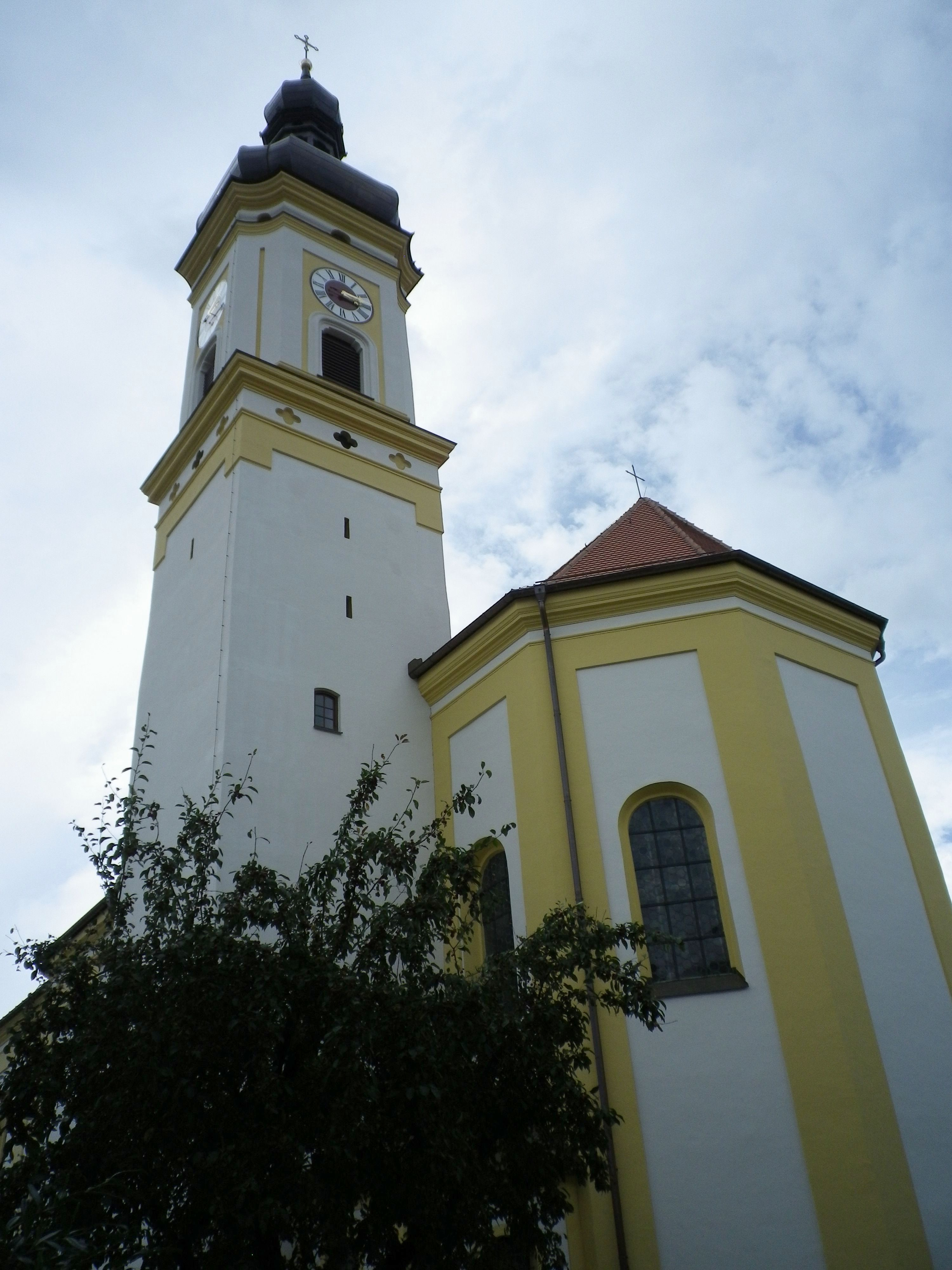
Mariä Himmelfahrt in Kösching

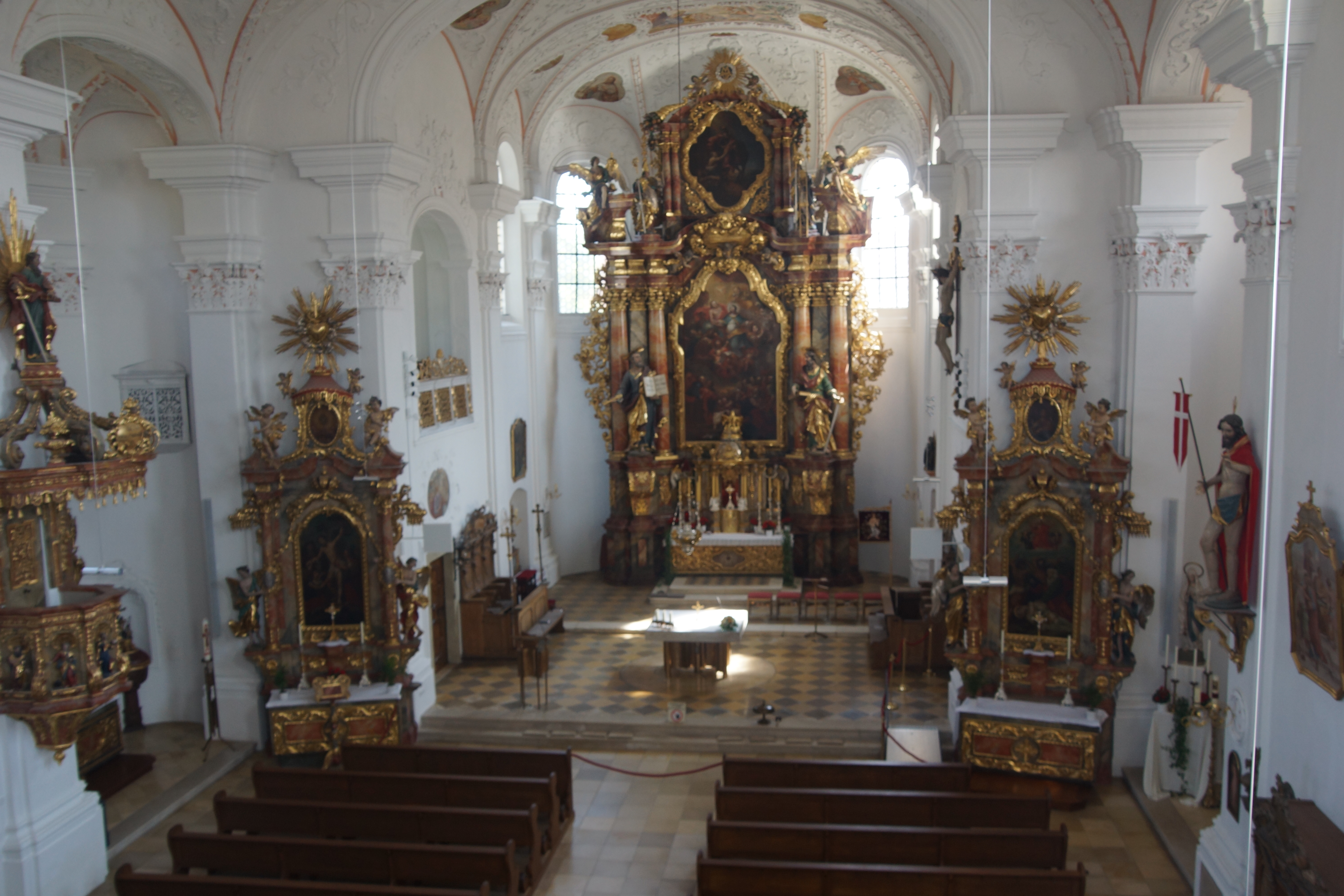
Innenraum

Die römisch-katholische Pfarrkirche St. Mariä Himmelfahrt steht in Kösching, einem Markt im oberbayerischen Landkreis Eichstätt. Das Bauwerk ist in der Liste der Baudenkmäler in Kösching als Baudenkmal unter der Nr. D-1-76-139-15 eingetragen. Das Patrozinium der Kirche wird am 15. August (Mariä Himmelfahrt) gefeiert. Die Kirche gehört zum Dekanat Geisenfeld-Pförring des Bistums Regensburg.

## Beschreibung
Das Bauwerk ist eine 1717/18 anstelle eines Vorgängerbaus errichtete barocke Saalkirche. Sie besteht aus dem Langhaus, dem eingezogenen, dreiseitig geschlossenen Chor im Osten und dem Chorflankenturm auf quadratischem, noch aus dem Mittelalter stammendem Unterteil an der Südwand des Chors. Der Turm wurde 1721 um ein Geschoss aufgestockt, das die Turmuhr und den Glockenstuhl mit vier Glocken enthält. Eine Zwiebelhaube mit Laterne bildet den Abschluss des Turms. Die Sakristei befindet sich in der Südwestecke von Chorflankenturm und Langhaus, ein Oratorium an der Nordwand des Chors.
Der Innenraum des Langhauses ist mit einem Stichkappengewölbe überspannt. Im Innenraum des Chors befindet sich ein um 1500 entstandenes Marienbildnis. In den Jahren 2020 bis 2022 wurde eine neue Orgel von Orgelbau Sandtner in den alten Prospekt von 1898 eingebaut.